# Công quốc Roma
Công quốc Roma (tiếng Latinh: Ducatus Romanus) là một giáo khu nhỏ của Đông La Mã nằm ở Trấn khu Ravenna. Cũng giống như các nước khác thuộc Đông La Mã tại Ý được đặt dưới sự cai trị bởi một viên chức triều đình với danh hiệu dux. Đã có những mâu thuẫn thường xuyên về quyền lực tối cao với Giáo hoàng ở Roma. Tại trấn khu, hai viên quận trưởng đều là những thế lực nắm mọi quyền hành tại Ravenna nơi quan trấn thủ là trung tâm của phe đối lập Đông La Mã chống lại người Lombard, và Công quốc Roma ôm lấy các vùng đất của Latium phía bắc sông Tiber và Campania ở phía nam xa tận Garigliano. Chỉ có mỗi Giáo hoàng mới là trụ cột của phe đối lập. Suốt thế kỷ thứ 7 và đầu thế kỷ thứ 8, sự phân cách giữa các hoàng đế ở miền đông và những Giáo hoàng mỗi ngày một lớn vì bất đồng tôn giáo cũng như tranh chấp chính trị và kinh tế.

## Lịch sử
Do các hoạt động khôi phục của mình mà Justinianus I đôi khi được giới sử học hiện đại gọi là "người La Mã cuối cùng". Tham vọng này được thể hiện bởi sự phục hồi một phần từ lãnh thổ của Đế quốc Tây La Mã quá cố. Viên đại tướng của ông là Belisarius vào năm 533 đã nhanh chóng chinh phục Vương quốc Vandal ở Bắc Phi, mở rộng quyền kiểm soát của La Mã đến Đại Tây Dương. Nối tiếp Belisarius, Narses, và các tướng khác chinh phục Vương quốc Ostrogoth, khôi phục Dalmatia, Sicilia, Ý và Roma về cho đế chế sau hơn nửa thế kỷ dưới sự cai trị của người Ostrogoth.
Dù lập lại lãnh thổ cũ của người La Mã, thì mọi thứ đều do Đông La Mã nắm quyền kiểm soát sự can thiệp vào các giáo khu và đầu mối giao thông liên lạc giữa chúng trên dãy núi Apennine. Do đó nói lên tầm quan trọng chiến lược của Công quốc Pentapolis (Rimini, Pesaro, Fano, Sinigaglia, Ancona) và Perugia. Nếu kết nối chiến lược này bị phá vỡ, rõ ràng là Roma và Ravenna không thể đơn lẻ tự duy trì chính mình trong một thời gian dài. Điều này cũng đã được người Lombard công nhận. Mảnh đất chật hẹp tương tự trên thực tế đã phá vỡ mối liên kết giữa Công quốc Spoleto và Benevento của chúng và phần chính trong vùng lãnh thổ của nhà vua ở phía bắc, và nó đã chống lại điều này vì vậy từ thập kỷ thứ hai của thế kỷ thứ 8, họ tung ra những đợt tấn công với tiềm lực ngày càng tăng. Ban đầu các giáo hoàng đã có thể liên tục giành lại từ tay tất cả những gì họ muốn. Thế nhưng cũng trong thời gian đó người Lombard ra sức củng cố và bành trướng thế lực của mình. Năm 728, vua Liutprand chiếm lấy lâu đài Sutri, nơi án ngữ các cao lộ ở Nepi trên đường đến Perugia. Nhưng Liutprand tỏ ra mềm yếu trước những lời cầu xin của Giáo hoàng Gregory II, phục hồi Sutri "như một món quà ban phúc cho Tông Đồ Phêrô và Phaolô".

Công quốc Roma bị thu hẹp dần (3) vào năm 717.

Sự diễn đạt trong Liber Pontificalis đã được giải thích một cách sai lầm hàm ý rằng món quà này là sự khởi đầu cho sự công nhận Lãnh địa Giáo hội. Điều này là không chính xác là vì các Giáo hoàng vẫn tiếp tục thừa nhận Chính quyền Đông La Mã và các quan chức Hy Lạp hiện diện tại Roma trong một thời gian lâu hơn. Đó là sự thật, tuy nhiên, đây là lần đầu tiên có sự kết hợp những ý tưởng về Lãnh địa Giáo hội được dựng lên. Giáo hoàng đề nghị người Lombard trả lại Sutri vì lợi ích của Lãnh đạo các Tông Đồ và đe dọa sẽ bị những người bảo vệ hội thánh trừng phạt. Liutprand ngoan đạo chắc chắn là nhạy cảm với những lời cầu xin như vậy, nhưng chẳng bao giờ có bất kỳ sự suy xét nào đối với người Hy Lạp. Vì lý do này ông đã trao Sutri cho Phêrô và Phaolô mà ông không muốn đẩy bản thân mình vào sự trừng phạt của họ. Việc Giáo hoàng sẽ làm gì sau đó với nó cũng không còn quan trọng với ông.
Niềm tin rằng lãnh thổ La Mã (lần đầu tiên theo nghĩa hạn hẹp hơn, nhưng sau đó cũng trong ý nghĩa rộng lớn hơn) được sự bảo vệ từ Lãnh đạo các Tông Đồ ngày càng trở nên phổ biến hơn. Năm 738 công tước Lombard là Transamund xứ Spoleto đã chiếm được lâu đài Gallese, giúp bảo vệ con đường tới Perugia đến phía bắc Nepi. Bằng một số tiền lớn Giáo hoàng Gregory III đã xui khiến vị công tước khôi phục lại lâu đài cho ông. Giáo hoàng sau đó tìm kiếm một liên minh với Công tước Transamund để bảo vệ mình chống lại Liutprand. Nhưng Liutprand đã chinh phục Spoleto, bao vây Roma, tàn phá Công quốc Roma và đánh chiếm bốn pháo đài biên giới quan trọng (Blera, Orte, Bomarzo, và Amelia), qua đó cắt đứt liên lạc với Perugia và Ravenna.
Trong tình thế cấp bách này thì Giáo hoàng đương thời (739) lần đầu tiên quay sang vương quốc Frank hùng cường, dưới sự bảo vệ của Boniface đã bắt đầu những nỗ lực thành công trong vai trò một nhà truyền giáo tại Đức. Ông gửi cho Charles Martel, "viên Cung Tướng đầy uy quyền" của nền quân chủ Frank và chỉ huy người Frank trong trận chiến nổi tiếng ở Tours, chắc chắn với sự đồng ý của dux Hy Lạp, và kêu gọi ông bảo vệ ngôi mộ của Thánh Tông Đồ. Charles Martel trả lời sứ giả và nhận những món quà, nhưng chưa sẵn lòng cấp viện trợ chống lại người Lombard vì họ đã giúp ông chống lại người Saracen.
Nối tiếp sự kế thừa của người tiền nhiệm, Giáo hoàng Zachary đã thay đổi chính sách đó vốn nương nhờ người Lombard trước đây. Ông thành lập một liên minh với Liutprand chống đối Transamund và vào năm 741 được nhận lại bốn lâu đài, là kết quả của một chuyến thăm cá nhân đến bản doanh của nhà vua tại Terni. Liutprand cũng phục hồi một số di sản của nhà thờ đã bị người Lombard tịch thu và hơn nữa còn ký hòa ước hai mươi năm hòa bình với Giáo hoàng.
Công quốc giờ đây đã có một khoảng thời gian hưu chiến với người Lombard. Người Lombard để mất Ravenna mà họ nắm giữ từ năm 731 đến 735. Quan trấn thủ không có cách nào khác hơn là tìm đến sự trợ giúp của Giáo hoàng. Liutprand đã làm vậy trên thực tế với sự xui khiến của Zachary đã cho phép ông giao lại phần lớn thành quả chinh phục của mình. Cũng không phải là nó không quan trọng mà các giáo khu này một lần nữa lại chịu ơn cứu mạng của Giáo hoàng. Chỉ một thời gian ngắn sau cái chết của Liutprand vào năm 744 mà Zachary đã thành công hơn trong việc trì hoãn tai ương.
Khi vị vua Lombard kế tiếp là Rachis mang quân vây hãm Perugia vào năm 749, Zachary đã suy xét theo lương tâm của mình rằng chính nhà vua đã tiến hành cuộc bao vây. Nhưng bất chợt Rachis bị lật đổ và Aistulf lên thay thế, cùng một lúc đã bộc lộ rằng chẳng có lý do nào có thể ngăn chặn bước tiến của ông cả. Năm 751, người Lombard chiếm được Ravenna chấm dứt luôn định chế "trấn khu" của Đông La Mã, lo ngại mối đe dọa khó lường từ Lombard nên Giáo hoàng Stephen II đành cầu viện vua người Frank là Pepin III. Để trả ơn Giáo hoàng đã công nhận mình là Vua Frank, Pepin xua quân tấn công người Lombard, đuổi được họ ra khỏi Ravenna và những vùng mới chiếm. Rồi ông trao lại vùng tái chiếm cho Giáo hoàng vào năm 753. Dĩ nhiên đất đai không thuộc về Pepin mà là của hoàng đế ở Constantinopolis, nhưng Pepin vẫn tự do sử dụng. Cùng với thành Roma và vùng đất chung quanh, "món quà của Pepin" cộng thành một lãnh thổ dưới thế quyền của Giáo hoàng cho mãi đến thế kỷ thứ 19, mà "thành phố Vatican" là di tích ngày nay.

## Công tước Roma
Các công tước lúc đầu chịu sự bổ nhiệm của quan trấn thủ, nhưng tới giữa thế kỷ thì lại do Giáo hoàng sắp đặt. 
- Peter (–725)[2]
- Marinus (725–)[3]
- Stephen (fl. 743)[4]
- Toto (767–68)[5]
- Gratiosus (769–72)[6]
- John (772–)[7]
- Theodore (fl. 772×95)[8]

Chức danh Công tước Roma đã biến mất vào khoảng năm 778–781, nhưng còn nằm rải rác trong đống tài liệu tham khảo về các đời công tước trong số các viên chức của Giáo hoàng, những người có thể kế vị tước hiệu công tước thành Roma:
- Leoninus (fl. 772×95)[9]
- Sergius (815)[10]